# 582 (numero)
Cinquecentottantadue (582) è il numero naturale dopo il 581 e prima del 583.

## Proprietà matematiche
- È un numero pari.
- È un numero composto.
- È un numero abbondante.
- È un numero sfenico.
- È un numero nontotiente.
- È la somma di otto numeri primi consecutivi (59 61 67 71 73 79 83 89).
- È un numero congruente.

## Astronomia
- 582 Olympia è un asteroide della fascia principale del sistema solare.
- NGC 582 è una galassia spirale della costellazione del Triangolo.

## Astronautica
- Cosmos 582 è un satellite artificiale russo.